# Venganza de Moctezuma
La «venganza de Moctezuma» es una expresión popular que se refiere a una de las manifestaciones de la diarrea del viajero, y particularmente hace alusión a los padecimientos diarreicos causados a los turistas que visitan México.
Generalmente la enfermedad es causada por la falta de un acondicionamiento del sistema inmunológico del turista ante alimentos regionales.

## Origen del nombre
El nombre originalmente fue dado por los nativos mexicanos tras la llegada de los españoles, y tras un incidente relacionado con el maíz en España.[cita requerida]
A pesar de que no era muy de su agrado, el maíz estaba libre de los impuestos que imponían el gobierno español y la Iglesia, por lo que era más económico y por tanto el sustento alimenticio ideal para la gente de recursos limitados. Sin embargo, cuando los españoles intentaron procesar el maíz, lo trataron como si fuera trigo, descartando el proceso de nixtamalización que le daban los nativos mesoamericanos al maíz. Al omitir el proceso de nixtamalización, el maíz no libera niacina (o vitamina B3), que es un elemento indispensable para la alimentación humana; y al hacer falta en una dieta basada únicamente en maíz, traía como consecuencia una serie de desarreglos y deficiencias que llegaban hasta provocar la locura y la muerte de los que padecían la deficiencia de este componente. Este padecimiento costó en Europa la vida de muchas personas. Tras ser investigado por el doctor Gaspar Casal, en España se denominó a este padecimiento como "Mal de la Rosa" (o pelagra) como se ve en su obra Historia natural y médica del Principado de Asturias.
En México se le dio el nombre de "Venganza de Moctezuma" porque el hecho de ignorar a los nativos mesoamericanos costó la vida de miles de europeos.
Recordando la esencia de este acontecimiento, de manera coloquial se redefinió el nombre "Venganza de Moctezuma" a cualquier padecimiento gastrointestinal causado a un extranjero, que en su mayoría eran diarreas.

## Síntomas y prevención
Los síntomas de esta enfermedad son:
1. Náuseas
2. Vómitos
3. Diarrea con ardor
4. Dolor estomacal

La mayoría de los casos son moderados y los enfermos logran sanar en una semana.
El sistema digestivo reacciona ante la agresividad de los condimentos mexicanos (particularmente el chile) intentando purgarse a sí mismo a través de la diarrea y el vómito. Tras liberar gran parte del contenido de los intestinos y el estómago, la diarrea y los vómitos disminuyen gradualmente hasta detenerse. Una vez que se ha terminado el proceso de purga, comienza el proceso de regeneración paulatina de la flora intestinal y con esta la función normal del organismo.

## Tratamiento
Como en todo tipo de diarrea, lo más recomendable es acudir a un médico, el cual dirá con base en el historial del paciente, el tratamiento a seguir.
Por lo general el tratamiento incluye la bebida de líquidos para reemplazar la pérdida de estos y así evitar la deshidratación, acompañado de la administración de antibióticos y antidiarreico prescritos por un médico facultado. La ingesta abundante de líquidos es altamente recomendada pues esta contribuye a limpiar el sistema digestivo de una manera más eficaz sin que el paciente se deshidrate.
También se recomienda, durante el periodo de purga y poco después de este, que la dieta se modifique por una "dieta blanda", consistente de alimentos suaves (vegetales cocidos por ejemplo) evitando también la ingesta de lácteos para acelerar el proceso de sanación. La automedicación no se recomienda pues pueden obtenerse efectos adversos, tales como calambres intestinales, parálisis intestinal además de empeorar los síntomas descritos con anterioridad.
Tras recuperarse, el consumo de probioticos es altamente recomendada para devolver a la normalidad la flora intestinal.